# Liste der Naturdenkmale in Dingdorf
Die Liste der Naturdenkmale in Dingdorf nennt die im Gemeindegebiet von Dingdorf ausgewiesenen Naturdenkmale (Stand 4. April 2024).

## Naturdenkmale
| Nr.         | Bezeichnung     | Lage                                      | Beschreibung                               | Bild                                    |
| ----------- | --------------- | ----------------------------------------- | ------------------------------------------ | --------------------------------------- |
| ND-7232-543 | Wacholdergebiet | nördlich des Ortes;, Flur Galgenberg Lage | Wacholderheide; flächenhaftes Naturdenkmal | Direkt Bild zu diesem Denkmal hochladen |